# Ceratispa atra
Ceratispa atra es un coleóptero de la familia Chrysomelidae.
Fue descrita científicamente en 1957 por Gressitt.